# Mariana Costa
Mariana Costa (n. 14 octombrie 1992, în São Paulo) este o handbalistă braziliană care joacă pentru clubul maghiar DVSC SCHAEFFLER. Costa, care evoluează pe postul de extremă dreapta, a fost legitimată anterior la Nykøbing Falster HK, CS Măgura Cisnădie, SCM Craiova și Gloria Bistrița.

## Palmares

### Club
- Liga Națională:
  - Medalie de bronz: 2018

- Liga Daneză de Handbal Feminin:
  - Câștigătoare: 2017

- Campionatul Austriei:
  -  Câștigătoare: 2015

- Cupa ÖHB:
  -  Câștigătoare: 2015

- Cupa EHF:
  - Finalistă: 2017
  - Sfertfinalistă: 2020

### Echipa națională
- Campionatul Mondial:
  -  Medalie de aur: 2013

- Campionatul Panamerican:
  -  Medalie de aur: 2017

- Jocurile Sud-Americane:
  -  Câștigătoare: 2018

- Campionatul Central și Sud-American:
  -  Câștigătoare: 2018

## Distincții individuale
- Cea mai bună marcatoare a Turneului Internațional Feminin al Spaniei: 2018 (15 goluri)